# Gabriel Anwander
Gabriel Anwander (* 1956 in St. Gallen) ist ein Schweizer Autor.

## Leben
Anwander, aufgewachsen in Abtwil (SG), durchlief die Ausbildung zum Landwirt und besuchte anschliessend die Hochschule für Agrar-, Forst- und Lebensmittelwissenschaften HAFL in Zollikofen. Er arbeitete in Kanada, Indien und Kamerun. Seit 2009 schreibt er Kriminalromane.
Anwander ist Mitglied im Verein Krimi Schweiz – Verein für schweizerische Kriminalliteratur.
Er lebt und arbeitet in Langnau im Emmental, ist verheiratet und hat zwei erwachsene Kinder.

## Werk
- Hohgant. Emons Verlag, Köln 2021, ISBN 978-3-7408-1314-7
- Schrattenfluh. Emons Verlag, Köln 2020
- Tod im Emmental. Emons Verlag, Köln 2018
- Schutzgeld. dp Digital Publishers, Stuttgart 2018
- Schützenhilfe. Limmat-Verlag,  Zürich 2011
- Neue Mordsgeschichten aus dem Emmental. Landverlag, Trubschachen 2009